# Al Aarons
Pour les articles homonymes, voir Aarons.
 (octobre 2015).
Al Aarons (Albert Aarons), est un trompettiste de jazz américain, né à Pittsburgh (Pennsylvanie) le 23 mars 1932, mort le 17 novembre 2015.

## Biographie
Diplômé de la « Wayne State University » de Détroit, Al Aarons commence sa carrière vers 1956 dans les formations de Yusef Lateef et Barry Harris. Il joue ensuite dans la formation de l'organiste Wild Bill Davis. De 1961 à 1969, il est trompettiste dans le big band de Count Basie. En 1970, il s'installe à Los Angeles où il se lance dans une carrière de musicien de studio. Il participe à l'enregistrement de musique de films (en particulier sur des partitions d'Henry Mancini), d'albums de variété (Burt Bacharach, Nancy Wilson, Della Reese…) ou de chanteuses de jazz (Ella Fitzgerald, Sarah Vaughan…). Il travaille aussi beaucoup pour la télévision («shows» de Bill Cosby ou de Flip Wilson…). En parallèle, il continue à se produire et d'enregistrer dans diverses formations de jazz. On peut l'entendre ainsi aux côtés de musiciens comme Milt Jackson, Quincy Jones, Gerald Wilson, Buddy Collette, Zoot Sims… Catalogué musicien de jazz mainstream ou bebop, il s'est exprimé aussi dans des contextes « jazz fusion » comme la formation de Stanley Clarke par exemple.